# Danh sách tòa nhà cao nhất Dayton, Ohio

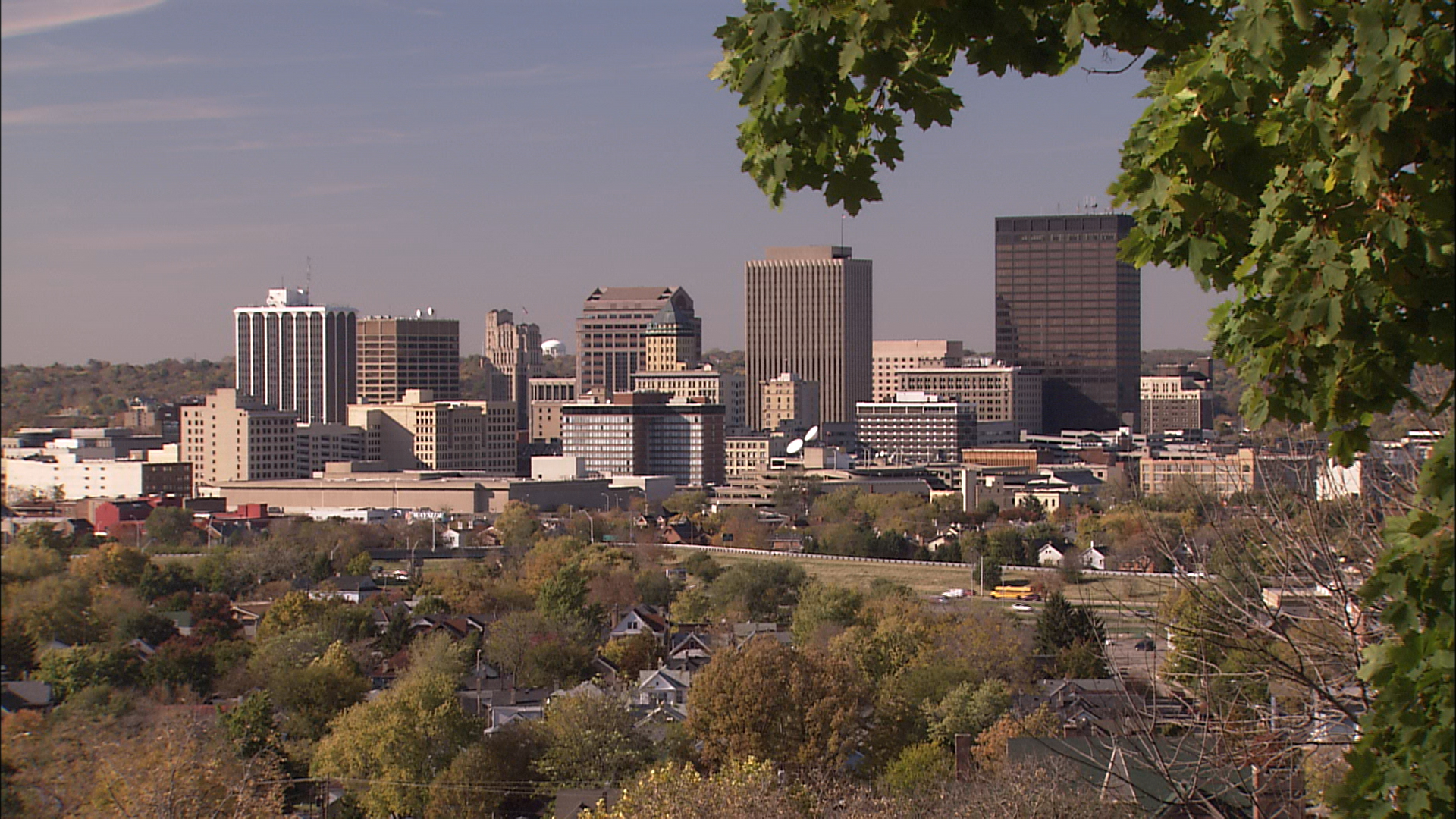
Đường chân trời của Dayton

Lịch sử các tòa nhà cao tầng ở thành phố Dayton, bang Ohio, Hoa Kỳ bắt đầu tính từ năm 1896 với việc xây dựng Tòa nhà Reibold. Mặc dù Tòa nhà Reibold là tòa nhà cao tầng đầu tiên của Dayton, nhưng Tòa nhà Trung tâm Thành phố thường được coi là "tòa nhà chọc trời" đầu tiên tại đây và được hoàn thành vào năm 1924.Phần cốt lõi của tòa nhà này cơ bản hoàn thành vào năm 1904, sau đó phần tháp được hoàn thiện trong hai thập kỷ sau, và từ nó đó trở thành một trong những tòa nhà có cấu trúc bê tông cốt thép cao nhất thế giới và cao nhất Hoa Kỳ.Dayton đã trải qua giai đoạn đầu của sự bùng nổ xây dựng vào cuối những năm 1920, trong đó một số tòa nhà cao tầng bao gồm cả Tòa nhà Ngân hàng trung tâm đã được xây dựng. Thành phố này đã trải qua đợt bùng nổ xây dựng lần thứ hai với quy mô lớn hơn nhiều, kéo dài từ đầu những năm 1970 đến cuối những năm 1980. Trong thời gian này, thành phố Dayton đã chứng kiến việc xây dựng của 6 tòa nhà chọc trời, bao gồm cả Tháp Stratacache, còn được gọi là Tháp Kettering hay Tháp KeyBank.
Hai tòa nhà cao nhất của đường chân trời Dayton (hình) là Tháp Stratacache ở 408 ft (124 m) và Tháp KeyBank với 385 ft (117 m). Tháp Stratacache chính thức có tên là Tháp Kettering (được đặt tên theo Virginia Kettering). Ban đầu tên tòa nhà là Winters, trụ sở của Ngân hàng Winters, nhưng sau đó tòa nhà được đổi tên khi Winters hợp nhất với Ngân hàng BankOne. 
Tháp KeyBank trước đây được gọi là Tháp MeadWestvaco trước khi KeyBank giành được quyền đặt tên cho tòa nhà vào năm 2008.
Dayton có ít nhất 5 tòa nhà chọc trời cao trên 328 ft (100 m). Tòa nhà cao tầng mới hoàn thành gần đây nhất trong thành phố là Tòa tháp Đông Nam Bệnh viện Thung lũng Miami, được xây dựng vào năm 2010 và có chiều cao 246 ft (75 m).

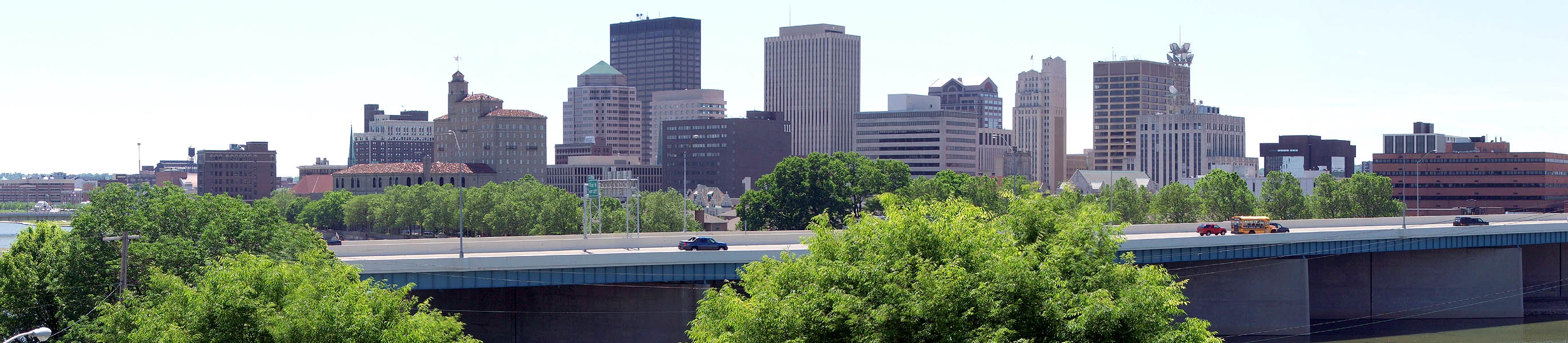
Đường chân trời của thành phố Dayton

## Danh sách tòa nhà đã hoàn thành cao nhất
Danh sách này xếp hạng các tòa nhà Dayton cao ít nhất 150 fot (46 m) để hạn chế tính liệt kê và dựa trên phép đo chiều cao tiêu chuẩn. Điều này bao gồm các ngọn tháp và các cấu trúc khác nhưng không bao gồm cột ăng ten. Dấu bằng (=) theo sau một thứ hạng cho biết chúng có cùng độ cao giữa hai hoặc nhiều tòa nhà.
| Hạng | Tên tòa nhà                                | Hình ảnh | Địa chỉ                   | Chiều cao feet (m) | Số tầng | Thời gian hoàn thành | Ghi chú | Chú thích     |
| ---- | ------------------------------------------ | -------- | ------------------------- | ------------------ | ------- | -------------------- | --- | ------------- |
| 1    | Stratacache Tower                          |          | 40 đường N. Main          | 405 (123)          | 30      | 1970                 | Còn được gọi là Tháp Winters cho đến khi Ngân hàng Winters sáp nhập với BankOne. Được biết đến với cái tên Kettering cho đến khi được mua bởi Stratacache. Hiện là tòa nhà cao nhất tại Dayton. | [ 6 ]         |
| 2    | KeyBank Tower                              |          | 10 đường W. Second        | 385 (117)          | 28      | 1976                 | Trước đây là trụ sở của công ty sản phẩm giấy MeadWestvaco trước khi công ty này chuyển đến Stamford, Connecticut vào năm 2001. Đổi tên thành KeyBank Tower vào năm 2009. | [ 7 ]         |
| 3    | Fifth Third Center                         |          | 1 đường S. Main           | 336 (102)          | 20      | 1989                 | Từng được biết đến với tên gọi One Dayton Center cho đến khi Ngân hàng Fifth Third là chủ thuê chính vào năm 2009. | [ 8 ] [ 9 ]   |
| 4    | 40 West 4th Centre                         |          | 40 đường W. Fourth        | 331 (101)          | 22      | 1969                 | Từng là tòa nhà cao nhất ở Dayton trong khoảng một năm cho đến khi Tháp Kettering phá kỷ lục danh hiệu này vào năm 1970. | [ 10 ]        |
| 5    | 110 N. Main Street                         |          | 110 đường North Main      | 328 (100)          | 20      | 1989                 | Ban đầu được gọi là Trung tâm Liên bang Công dân, sau đó là Trung tâm Thứ ba Thứ năm (cho đến khi công ty chuyển đến Trung tâm Firth Third vào năm 2009). Vào năm 2011, Premier Health Partners đã mua lại tòa nhà với giá 6,19 triệu đô la. | [ 11 ] [ 12 ] |
| 6    | Liberty Tower                              |          | 120 đường W. Second       | 295 (90)           | 23      | 1931                 | Ban đầu được gọi là Tòa nhà Hiệp hội ngân hàng tiết kiệm, là tòa nhà cao nhất ở Dayton từ năm 1931 đến năm 1969. Có thời điểm được gọi là Tòa nhà Hulman trong thời gian tòa nhà là tài sản của chủ sở hữu Đường cao tốc Indianapolis, Gia đình Hulman ở Terre Haute, Indiana. | [ 13 ]        |
| 7    | 130 West Second Street                     |          | 130 đường W. Second       | 290 (88)           | 21      | 1972                 | — | [ 14 ]        |
| 8    | Centre City Building                       |          | 40 đường S. Main          | 274 (84)           | 21      | 1904                 | Phần cốt lõi của tòa nhà này được hoàn thành vào năm 1904. Sau đó nó được gọi là Tòa nhà United Brethren . Việc xây dựng phần tháp bắt đầu nhiều năm sau đó và khi hoàn thành vào năm 1924, tòa nhà này trở thành công trình bê tông cốt thép cao nhất ở Hoa Kỳ và là một trong những tòa nhà cao nhất thế giới tại thời điểm đó. | [ 15 ]        |
| 9    | Căn hộ Landing                             |          | Số 115 W. Monument Avenue | 251 (77)           | 13      | 1929                 | Tòa nhà này trở thành chi nhánh trung tâm mới của YMCA tại Dayton vào năm 1929. Nó thay thế một tòa nhà nằm cách vài dãy nhà ở phía nam mà tòa nhà ấy đã được chuyển thành Tòa thị chính Dayton. YMCA Dayton đã bán tòa nhà vào năm 1988, và trong cùng năm đó, cơ sở này đã được liệt kê trong Sổ bộ Địa danh Lịch sử Quốc gia Hoa Kỳ. Tòa nhà là một tòa tháp 13 tầng có hướng từ đông sang tây. Công trình đã trở thành một tòa nhà mang lối kiến trúc Phục hưng Tây Ban Nha ở trung tâm thành phố Dayton khi hoàn thành. | [ 16 ]        |
| 10   | Tháp bệnh viện thung lũng Miami ở Đông Nam |          | 45 đường Wyoming          | 246 (75)           | 12      | 2010                 | — | [ 17 ]        |
| 11   | Schuster Performing Arts Center            |          | 109 đường N. Main         | 224 (68)           | 17      | 2003                 | Tòa nhà bao gồm Nhà hát Mead chứa 2.300 ghế ngồi và Nhà hát Hộp đen Mathilde 150 chỗ, được kết nối với một tòa tháp chung cư và văn phòng 17 tầng. Tám tầng đầu tiên của tòa tháp có không gian văn phòng và nhà hàng, tám tầng tiếp theo chứa 32 căn hộ. | [ 18 ]        |
| 12   | Tháp Talbott                               |          | 131 đường N. Ludlow       | 203 (62)           | 14      | 1958                 | Tòa nhà từng là trụ sở của Tập đoàn Mead trước đây cho đến khi chuyển địa điểm vào năm 1976. | [ 19 ]        |
| 13   | Montgomery County Administration Building  |          | 451 đường W. Third        | 196 (60)           | 12      | 1972                 | — | [ 20 ]        |
| 14   | Biltmore Towers                            |          | 210 đường N. Main         | 182 (55)           | 16      | 1929                 | Khách sạn Biltmore trước đây được tái phát triển thành nhà ở dành cho người cao tuổi vào năm 1981. | [ 21 ]        |
| 15=  | Wright Stop Plaza                          |          | 4 đường S. Main           | 175 (53)           | 14      | 1901                 | Ban đầu được gọi là Tòa nhà Conover, và được liệt kê trong Sổ đăng ký Quốc gia về Địa điểm Lịch sử với tên gọi đó. Tầng dưới cùng của tòa nhà này là trụ sở chính và trung tâm của Cơ quan Vận tải Khu vực trung tâm Dayton. | [ 22 ]        |
| 15=  | AT&T Building                              |          | 215 đường W. Second       | 175 (53)           | 11      | 1930                 | Ăng ten liên lạc lớn trên đỉnh Tháp Chuông Ohio trước đây không được tính vào chiều cao. | [ 23 ]        |
| 16   | Wilkinson Plaza Apartments                 |          | 126 đường W. Fifth        | 168 (51)           | 14      | 1974                 | — | [ 24 ]        |
| 17   | Courthouse Plaza South West                |          | 10 đường N. Ludlow        | 167 (51)           | 12      | 1978                 | — | [ 25 ]        |
| 18   | CareSource Building                        |          | 203 đường N. Main         | 162 (49)           | 9       | 2008                 | Steele High School, tòa nhà trung học đầu tiên của Dayton, tồn tại ở đây cho đến cuối những năm 1940. Tòa nhà hiện là trụ sở của Tập đoàn CareSource Management. | [ 26 ]        |
| 19   | Tháp Paru                                  |          | 34 đường N. Main          | 161 (49)           | 14      | 1924                 | Trước đây được gọi là Tòa nhà KeyBank. | [ 27 ]        |
| 20   | Reibold Building                           |          | 117 đường S. Main         | 155 (47)           | 11      | 1896                 | Tòa nhà Reibold được xây dựng trong ba giai đoạn. Phần trung tâm được xây dựng vào năm 1896, khu vực phụ phía Nam vào năm 1904 và khu vực phụ phía Bắc vào năm 1914. Tòa nhà Reibold là tòa nhà cao nhất của Dayton trong gần một thập kỷ cho đến khi Tòa nhà Trung tâm thành phố được hoàn thành. | [ 28 ]        |

## Mốc thời gian các tòa nhà cao nhất
Đây là danh sách các tòa nhà từng giữ danh hiệu công trình cao nhất ở Dayton.
| Tên công trình                      | Địa chỉ                | Chiều cao ft (m) | Số tầng | Hoàn thành xong |
| ----------------------------------- | ---------------------- | ---------------- | ------- | --------------- |
| Reibold Building                    | Số 117 đường S. Main   | 155 (47)         | 11      | 1896            |
| Conover Building(Wright Stop Plaza) | Số 4 đường S. Main     | 175 (53)         | 14      | 1901            |
| Centre City Building                | Số 40 đường S. Main    | 274 (84)         | 21      | 1904            |
| Liberty Tower                       | Số 120 đường W. Second | 295 (90)         | 23      | 1931            |
| 40 West 4th Centre                  | Số 40 đường W. Fourth  | 331 (101)        | 22      | 1969            |
| Stratacache Tower                   | Số 40 đường N. Main    | 405 (123)        | 30      | 1971            |

### Trích dẫn
- “Dayton skyscraper information”. Bản gốc lưu trữ ngày 8 tháng 2 năm 2013. Truy cập ngày 21 tháng 5 năm 2010.

### Chung
1. ↑  Zumwald, Teresa; Ron Rollins (1996). For the love of dayton: life in the miami valley. Dayton, Ohio: Dayton Daily News. tr. 96. ISBN 0-9616347-8-2.
2. ↑  “Centre City Building”. Emporis.com. Truy cập ngày 29 tháng 4 năm 2010.
3. ↑  “DDN Article KeyBank tower”. Lưu trữ bản gốc ngày 22 tháng 5 năm 2009. Truy cập ngày 15 tháng 3 năm 2009.
4. ↑  “Dayton's Tallest Buildings List”. Bản gốc lưu trữ ngày 3 tháng 6 năm 2007. Truy cập ngày 30 tháng 4 năm 2010.
5. ↑  “Miami Valley Hospital Southeast Tower”. Emporis.com. Truy cập ngày 29 tháng 4 năm 2010.
6. ↑  “Kettering Tower”. Emporis.com. Truy cập ngày 30 tháng 4 năm 2010.
7. ↑  “KeyBank Tower”. Emporis.com. Truy cập ngày 30 tháng 4 năm 2010.
8. ↑  Demeropolis, Tom (20 tháng 4 năm 2009). “One Dayton Centre renamed”. Dayton Business Journal. Lưu trữ bản gốc ngày 21 tháng 4 năm 2009. Truy cập ngày 3 tháng 5 năm 2010.
9. ↑  “Fifth Third Center”. Emporis.com. Truy cập ngày 29 tháng 4 năm 2010.
10. ↑  “40 West 4th Centre”. Emporis.com. Truy cập ngày 30 tháng 4 năm 2010.
11. ↑  “110 N. Main Street”. Emporis.com. Truy cập ngày 30 tháng 4 năm 2010.
12. ↑  “Premier Health Partners acquisition”. 15 tháng 4 năm 2011. Lưu trữ bản gốc ngày 19 tháng 4 năm 2011. Truy cập ngày 15 tháng 4 năm 2011.
13. ↑  “Liberty Tower”. Emporis.com. Truy cập ngày 29 tháng 4 năm 2010.
14. ↑  “130 West Second Street”. Emporis.com. Truy cập ngày 30 tháng 4 năm 2010.
15. ↑  “Centre City Building”. Emporis.com. Truy cập ngày 30 tháng 4 năm 2010.
16. ↑  “The Landing Apartments”. Emporis.com. Truy cập ngày 30 tháng 4 năm 2010.
17. ↑  “MVH Southeast Tower”. Emporis.com. Truy cập ngày 30 tháng 4 năm 2010.
18. ↑  “B&M Schuster Performing Arts Center”. Emporis.com. Truy cập ngày 30 tháng 4 năm 2010.
19. ↑  “Talbott Tower”. Emporis.com. Truy cập ngày 30 tháng 4 năm 2010.
20. ↑  “Montgomery County Administration Building”. Emporis.com. Truy cập ngày 30 tháng 4 năm 2010.
21. ↑  “Biltmore Towers”. Emporis.com. Truy cập ngày 30 tháng 4 năm 2010.
22. ↑  “Wright Stop Plaza”. Emporis.com. Truy cập ngày 30 tháng 4 năm 2010.
23. ↑  “AT&T Building”. Emporis.com. Truy cập ngày 30 tháng 4 năm 2010.
24. ↑  “Wilkinson Plaza Apartments”. Emporis.com. Truy cập ngày 30 tháng 4 năm 2010.
25. ↑  “Courthouse Plaza Southwest”. Emporis.com. Truy cập ngày 30 tháng 4 năm 2010.
26. ↑  “CareSource Building”. Emporis.com. Truy cập ngày 30 tháng 4 năm 2010.
27. ↑  “Key Bank Building”. Emporis.com. Truy cập ngày 30 tháng 4 năm 2010.
28. ↑  “Reibold Building”. Emporis.com. Truy cập ngày 30 tháng 4 năm 2010.
29. ↑  “Dayton high-rises by height and date”. Skyscraperpage.com. Truy cập ngày 5 tháng 6 năm 2010.